# Chirosia betuleti
Espèce
Chirosia betuleti est une espèce d'insectes diptères de la famille des Anthomyiidae et responsable de la formation d'une galle sur des fougères.

## Systématique
Le nom valide complet (avec auteur) de ce taxon est Chirosia betuleti (Ringdahl (d), 1935).
L'espèce a été initialement classée dans le genre Hylemyia sous le protonyme Hylemyia betuleti Ringdahl, 1935.
Chirosia betuleti a pour synonymes :
- Chirosia carinata (Tiensuu, 1939)
- Chirosia signata (Brischke, 1888)
- Hylemyia betuleti Ringdahl, 1935
- Melinia cannata Tiensuu, 1939
- Melinia carinata Tiensuu, 1939